# Contea di Reynolds
La contea di Reynolds in inglese Reynolds County è una contea dello Stato del Missouri, negli Stati Uniti. La popolazione al censimento del 2000 era di 6 689 abitanti. Il capoluogo di contea è Centerville